# ジョン・ゲイシー
ジョン・ウェイン・ゲイシー（英語: John Wayne Gacy 1942年3月17日 - 1994年5月10日）は、アメリカ合衆国のシリアルキラー、死刑囚。平時は子供たちを楽しませるため、パーティなどでピエロに扮することが多かったことからキラー・クラウン（killer clown、殺人道化、殺人ピエロ）の異名を持つ。
少年時代にボーイスカウト活動をしていたことがあり、資産家の名士でチャリティー活動にも熱心だったため、模範的市民だと思われていたが、アルバイト料の支払いなどの名目で呼び寄せた少年に性的暴行を加えたうえで殺害し、その遺体を自宅地下および近くの川に遺棄していた。自身の同性愛を隠すために殺害したとされている。1972年から1978年のあいだ、少年を含む33名を殺害したことが明らかになっている。彼の犯行はアメリカ社会を震撼させた。
刑務所で彼の描いたピエロの絵画は連続殺人犯マニアには大変な人気があり、展示会が開かれたり、高値で取引されたりしている。著名人では俳優のジョニー・デップが購入して所有している。

## 生い立ち

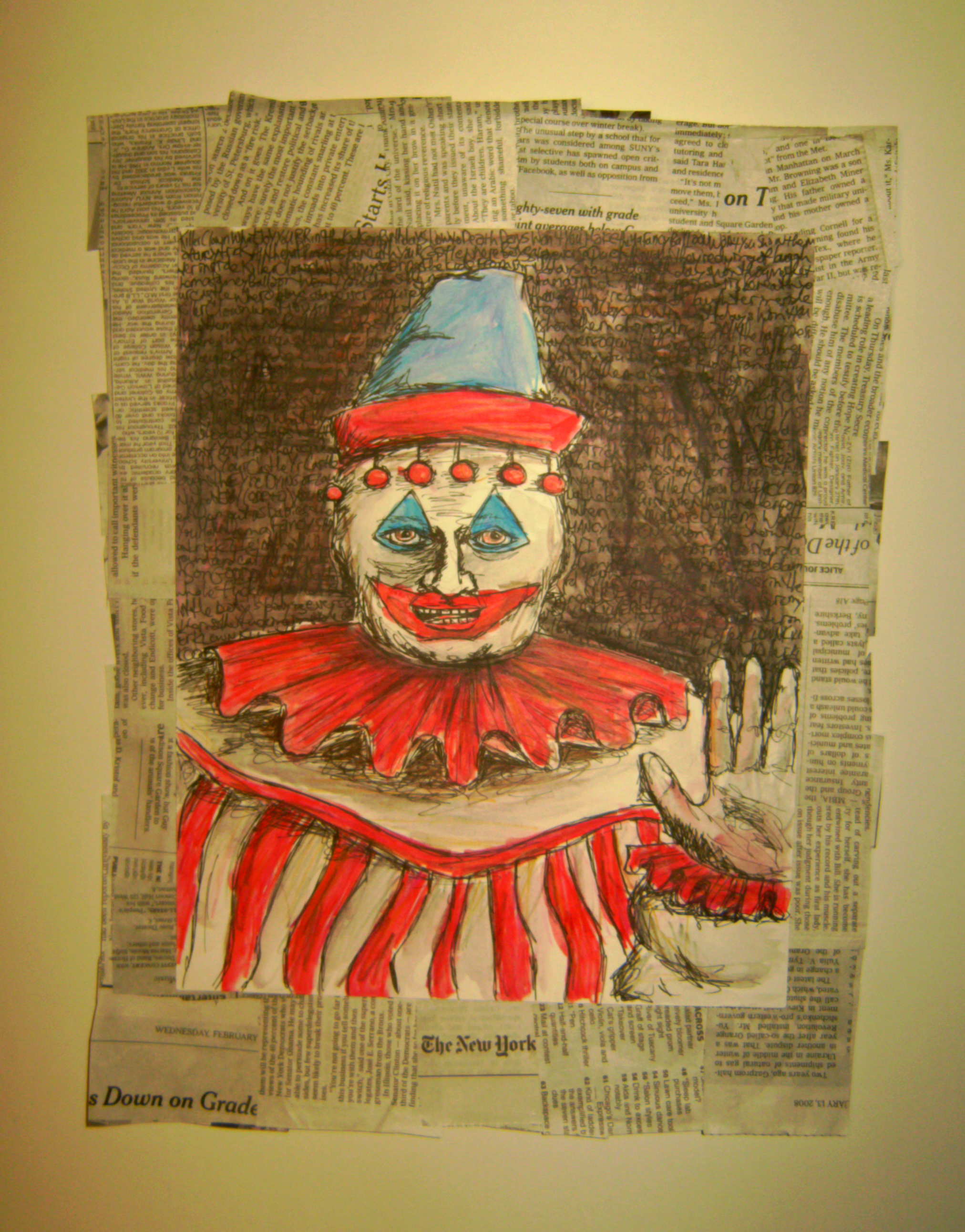
ゲイシーの描いたピエロの絵画

1942年3月17日、イリノイ州シカゴでポーランド系のジョン・スタンリー・ゲイシーとデンマーク系のマリオン・エレイン・ゲイシー（旧姓ロビンソン）夫妻の2番目の子として生まれる。父のスタンリーは第一次世界大戦に従軍したことがある叩き上げの熟練機械工で、極貧の中で幼少期を過ごした彼は「人には負けない」「弱みを見せてはならない」という人生哲学を骨の髄まで染み込ませた男だった。スタンリーには、脳内の手術が不可能な部位に腫瘍があり、発作的な癇癪を起こすなどその情緒は極めて不安定で、やり場のない怒りが突如湧き上がることもあり、しばしば自分の家族に矛先を向けた。はじめての一人息子に期待を込めて、西部劇で人気を博したアメリカ男性を象徴する名優ジョン・ウェインの名を授けたが、生まれたばかりのジョンに心臓疾患があると判明した途端に失望して見限ってしまった。
ジョンは幼少期よりスタンリーから徹底的な虐待を受けていた。スタンリーに対するジョンの幼いころの記憶は、しつけや礼儀作法に厳しく、小さな失敗をしても革砥で打擲されるというものであった。スタンリーの怒りに、ジョンが幼いとか頑是ない子供であるとかという要素はお構いなしだった。自分が修理している車の部品を、息子がいじって組み立てる順番が狂ったといって殴ったのは、ジョンはわずか4歳の時であり、家のペンキ塗りを無理矢理手伝わせ、塗料がマダラになったと怒鳴り散らした挙句に殴ったのはジョンが6歳の時である。夕食の席で、スタンリーが些細なことで激高し妻のマリオンを出血するほど激しく殴りつけ、命の危険を感じた彼女が子供たちを連れて隣家へ助けを求めたのはジョンが2歳の時だった。
4歳の時、ジョンは近所に住む精神遅滞の傾向のある年上のノルウェー人少女から性的いたずらをされたことがあった。このことを母のマリオンに告げると、家中が大騒ぎになった。息子が性的いたずらをされたことを知ったスタンリーが真っ先にとった行動は、警察に被害届を出したり、少女の家に怒鳴り込んだりすることではなく、傷心のジョンの胸ぐらをつかんで、「このクソガキ、男のくせに女にされるがままにされやがって!」と罵り、怒りに任せて気が済むまで散々に殴り倒すことだった。
6歳の時、ジョンは玩具店から小さなトラックのおもちゃを万引きした。マリオンはジョンに玩具店へ謝罪と返品に行くよう命じた。家に戻ると、スタンリーが革砥を手にニヤニヤと笑ってジョンを待ち構えていた。スタンリーは渾身の力を込めてジョンを鞭打ちにしたにもかかわらず、万引きは収まるどころか逆に手口が巧妙化してその後も続いたのだった。成長するに従い、二人の確執はひどくなるばかりで、同時に問題行動もエスカレートしていった。母親や姉妹の下着を盗みだすようになったのもこの頃だった。
スタンリーの友人で、家に訪れると必ずジョンと遊んでくれる男がいた。男はドライブに連れて行ったりするなどジョンに優しくしてくれたが、ジョンはこの男が必ずやろうと持ち掛けてくる「レスリング」に嫌な感じを抱いていた。男は幼いジョンの身体を横倒しにすると、股間をジョンの顔にこすりつけてくるのだった。一度ジョンの首を股間に絡ませると、男はなかなか離してくれず、全身を激しく震わせるまでそのままにしていた。ごわごわしたズボンの内側から「硬い何か」が触れる感触と、臭いにおいがたまらなく嫌だった。男は「レスリング」のあと、必ず近所のスーパーでおもちゃやお菓子を買ってくれた。
11歳になると、どういう風の吹きまわしか、スタンリーは恒例の2週間の釣り旅行にジョンを連れて行った。このときのスタンリーは「お前を一人前の男に扱ってやろう」と上機嫌だったが、その年に限って休暇期間のほとんどを雨に見舞われて、釣果は散々なものだった。この頃になるとアルコール依存症気味だったスタンリーはロッジにこもると、ジョンを肴に酒を飲み始めた。お前のようなうすのろのバカ野郎を連れてきたせいでツキが逃げてしまったと大声で罵り、それは2週間の間、ジョンが涙ながらに許しを請うまで執拗に続けられた。結局、翌年からは再びスタンリー一人で釣りへ出かけるようになった。
スタンリーは身体の弱いジョンをことあるごとに「クズ」「間抜け」「オカマ」「お前はホモになるのさ」などと常に責め立て、肉体と精神の両面で痛めつけた。このためにジョンはパニック障害や心臓発作を頻繁に起こすが、彼は罵倒されるのが嫌でストレスや体の不調を我慢して必ず失神し、そのたびにスタンリーはジョンを激しく罵った。
失神の直接の原因は病院では分からず、ジョンを診察した医師は「再発性の失神症」と診断した。マリオンがスタンリーに対し「ジョンの体をいたわって欲しい」と懇願すると、スタンリーは「あのガキは親の気を惹いてやがる」と鼻で笑ったという。また、ジョンがつらそうに発作を耐えていると、スタンリーはわざと「オカマ、オカマ」などと囃し立てて、発作を起こしたところで殴る蹴るの暴力をふるった。ジョンの症状はますます悪化し、ついには往診に来た医師にまで襲い掛かり、拘束衣を着せられて救急車で病院へ運ばれる有様だった。ジョンは14歳から18歳までのあいだ、1年以上の入院治療と、高校を4つ変わったことで普通高校を落第となる。その後職業訓練校に編入し優秀な成績を上げたことで、怠学補導教官の助手として事務室で働くように勧められる。このころのジョンは、スタンリーの気を惹くように、スタンリーお気に入りの民主党立候補議員の応援をする。こうした努力もあって一時的に両者の関係は好転しかけたが、兵役適齢期にジョンと同年代の若者たちが兵役検査で合格していく中で、ジョンは病歴があったことことから4F判定（兵役免除）になると、スタンリーはジョンを再び罵倒するようになった。
ジョンは18歳のとき、当時の女友達と性交に及ぼうとして意識を失う。それを知ったスタンリーは、ジョンに「お前の中のオカマが登場した」と言ったという。最終的には家を追い出されたが、それでもジョンは自身を罵倒し続けた父親を心から愛しており、いつか父親に認めてもらおうと一生懸命に働き続けた。

## 出世・逮捕
1962年、20歳になったジョン・ゲイシーは車を貸してもらおうとして父スタンリーと口論(大喧嘩)となり、「もうアンタにはウンザリだ!」と言い残しラスベガスへ家出した。母マリオンが引き取りに来るまでの3か月間、葬儀屋のアルバイトを勤めた。昼間はここで死体に防腐処置を施すための血抜きを手伝い、夜は死体を安置している処置室の隣に置いてある簡易ベッドで寝起きした。
後に「そのころのゲイシーは若者の死体を見ると胸が疼き、それも少年の死体だと、異様な感覚に支配され、仕事に慣れてくると、自分の気に入った少年の死体が入った棺中に潜り込み、死体の皮膚に身を寄せていた」という話がマスコミによって作り上げられるが、ゲイシー自身はこれを否定している。ゲイシー本人によると、死体置場には住んでいたが、死体と一緒に寝ていたことや屍姦していたというのは大嘘であり「馬鹿馬鹿しい」と一蹴している。
その後シカゴへ帰郷したゲイシーは、高校中退ではあったが、学力検定試験を経てノース・ウェスタン・ビジネス・カレッジの1年課程へ進み、会計や商法などを学んだ。カレッジ卒業後は大手靴販売店ナン・ブッシュ・シューズのセールスマンとして就職。入社して間もなく抜群の営業成績を上げたことで、若くしてエリアマネージャーに抜擢された。またゲイシーはアメリカ合衆国青年会議所の有力会員でもあり、会議所の貯蓄販売券の販売でも優秀な成績を残し、その2年後には州全体で3番目の活動実績を挙げたとして第一部長に就任している。1964年（22歳）にはマリリンという女性と結婚してアイオワ州に移った。そこで妻の父親が所有していたケンタッキーフライドチキンの3店舗のマネージャーを兼任するようになり、ビジネスに地域活動に八面六臂の活躍をし、人望も厚かったゲイシーは青年会議所の次期会長選出が確実視された。ビジネスマンとして多忙を極める中、1年間で青年会議所の多数のプロジェクトを立案・実行にあたった。また、地元でのボランティア活動にも積極的に加わり、常に精力的に動き回るゲイシーをいつしか周囲は「眠らない男ゲイシー」と畏敬の念をこめて呼び、会頭候補にまで登り詰めた。これほど働いたのは、父スタンリーに自分を認めてもらいたいという彼なりの愛情でもあった。この時期のゲイシーは、親しい友人らに「青年会議所会頭を務めたら市議会に打って出て、2期務めたら次は市長だ。そこでしっかり実績を作って、州議会上院か連邦下院へコマを進め、最後は州知事を目指すのさ」と自身の政界進出への野心と意欲を語っていた。ビジネスマンとして有能なだけでなく、政治的調整力にも長け、民主党のみならず共和党にもパイプを持ち、将来有望な青年会議所の若手幹部にして、地元民主党の若きニューリーダーの一人と評価を固めていただけに、周囲はゲイシーのこのような発言もあながち夢物語だとは思っていなかった。そしてこの頃になると、悲願であった父との和解を果たしている。スタンリーはふがいない奴だと思っていた息子の目覚ましい成功ぶりに、「俺が間違っていたよ、ジョン」と詫びたという。
ゲイシーは結婚する少し前、一緒に酒を飲みに行った男性と無意識のうちにオーラルセックスに耽った。ゲイシーは、父から言われ続けてきたことが現実のものとなったことに深い恐怖と嫌悪を抱いた。その3年後、青年会議所会員の息子で15歳になるドナルド・ヴァリューズを「ポルノ映画を観よう」と誘って、地下室で関係を持った。事が済んでからゲイシーはヴァリューズに金を払ったが、その後もヴァリューズはゲイシーのもとをしばしば訪れ、何かと理由をつけては金を要求するようになった。ゲイシーはそのたびに金を支払い、性交した。しかし会頭選挙を目前に控えたころ、このヴァリューズが訴え、ゲイシーは反自然性交の容疑で逮捕された。
1968年（26歳）に少年への性的虐待の罪で服役することになる。その間にマリリンが離婚を提訴し、受理されたことで結婚生活は終わりを迎えた。
実刑判決を受けて収監されるが、わずか7か月で高校卒業資格を取り、さらに大学の通信教育で心理学などの単位を取得する。模範囚だったゲイシーは厨房の調理人補佐の仕事に就き、そこで刑務所内の有力な囚人や看守に「スペシャル・メニュー」を供することで彼らの信頼と庇護を受けると刑務所暮らしを快適なものにした。さらに図書室の司書補佐も務めて大量の法律書や心理学、精神医学などの本を読破して知識をつける一方、刑務所内の青年会議所の法律相談員として、待遇の改善に関する2つの法案を州議会に通した。実績と模範囚としての態度を買われたゲイシーは懲役10年の判決にもかかわらず、わずか16ヶ月で出所となり、イリノイ州に戻った。だが、服役中の1969年12月25日、父スタンリーが失意のうちに肝硬変で死去。悲嘆に暮れたゲイシーは父の葬儀への出席許可を刑務所側に求めたが認められなかった。結局ゲイシーは人生の大きな目標を永遠に失うのである。

## 殺人
釈放から半年後、ゲイシーは少年に対する暴行容疑で再逮捕される。しかし、原告の少年が裁判に姿を見せなかったことで不起訴となった。その秋より、ゲイシーはパーティーで知り合った少年をあさるようになる。その翌年の1月のある夜、自分の「拾った」青年とベッドをともにする。早朝に目を覚ますと、その青年がナイフを持って立っているのを見て恐怖からパニックを起こし、格闘の末刺し殺してしまった。実は青年はゲイシーのためにサンドイッチを調理しており、彼はナイフを持ったままゲイシーを起こそうとしたのだった。これに大きく混乱したゲイシーは死体を床下に隠した。これ以降、殺人が習慣となっていく。
軽食堂のコックをしながら、室内装飾や増改築などを専門とする軽建築業で身を起こすことを決意したゲイシーは、貯金に励みながら事業計画を練り上げ、1971年（29歳）にシカゴのノーウッド・パークの近くに家を購入。そこを拠点に、満を持して自分の建築ビジネスを興した。持ち前の勤勉さで「PDMコントラクターズ」と名付けた自分の会社を軌道に乗せると、高校時代から知っているキャロルという女性と結婚、彼女の連れ子二人もともに暮らし地域でも尊敬される存在となっていった。休みには道化師「ポゴ」に扮し、福祉施設を訪れるなどして子供たちの人気者となった。さらに地元民主党のメンバーとなり、そこでもめきめき頭角を現して地元支部で運動員を統括する選挙区幹事長となり、パーティー会場で時の大統領ジミー・カーターの妻ロザリンと握手している写真が残されている。

ジミー・カーターの妻・ロザリン・カーター（左）とジョン・ゲイシー

ゲイシー本人によると、彼の意識障害はある種の健忘を伴って現れるようになり、道化師ポゴを始めたのはポゴに変身しているときは安らぎを得ることができたから、という。
ゲイシーは多くの少年たちを家に誘って強姦したあとに殺害した。被害者を誘う手口は「ポルノを観ないか」と誘って地下室に連れ込むというもので、その後手錠を掛けて動きを封じ、凶器で脅しながら強姦した。殺害方法の多くは少年たちが首にかけていたロザリオにボールペンを入れ、ゆっくりねじって絞殺するというものであった。殺害後に死体は床下に埋葬し、その上に石灰を撒いた。時には塩酸をかけることもあった。1975年の末にゲイシーはキャロルと離婚。その後、ゲイシーの犠牲者は一気に増えた。

## 家宅捜索
1978年、ゲイシーの会社のアルバイトの面接へ行ったまま行方不明になった15歳の少年、ロバート・ピーストの行方を追っていたデス・プレーンズ警察の警部補ジョゼフ・コゼクサックがゲイシーの家を訪ねた際、さまざまな遺留品があることに気づいた。遺留品のほかに多数のゲイポルノや、使用した痕跡が残った肛門用バイブレーターも発見された。しかしそれ以上に彼を圧倒させたのは家全体を覆う異様な臭気であり、コゼクサックはゲイシーがただの実業家ではないことを悟った。事実、ゲイシーは以前から警察による厳しい追及を受けていたが、時には地元の有力な民主党員であることを笠に着て、逆に警察の24時間による監視捜査を「人権侵害」だとして民事訴訟を起こすなど、のらりくらりとかわし続けた。
そのころのゲイシーは一方通行の道を逆走するなど、異様な行動が目立っていたが、ゲイシーを監視するチームの責任者、ウォーリー・ラング部長刑事はそういった微罪ではなくより大きな罪で逮捕して調査をしようと決めた。やがてガソリンスタンドでゲイシーが顔馴染みの従業員にマリファナを渡していたことを部下の聞き込みで知ると、ゲイシーを麻薬不法所持の現行犯で逮捕することにした。これによりコゼクサックは家宅捜索令状を手に入れ、ゲイシーの自宅に入った。
自供を受けてゲイシー宅の強制捜査が行われた結果、29人の死体は石灰で覆われた家の床下から発見された。死体は床下できちんと整頓されたように埋められていた。他の4人は、床下にスペースがなかったので近くのデス・プレーンズ川に捨てたことが明らかになった。ロバート・ピーストの遺体もそこから引き揚げられた。被害者の多くは男娼であり、数人は彼の会社でアルバイトをした10代の青年であった。最も若かった犠牲者は9歳で、20歳の元海兵隊員の青年が一番年齢の高い犠牲者であった。状態が悪かったために身元がわからない遺体も9体あった。
床下に埋められた死体はすべてが腐敗しきっており、発生していたメタンガスに現場の警官たちは激しいめまいと吐き気を覚えた。あまりに腐臭が凄まじく、一度臭気に触れた衣服は臭気が染みついて洗浄不能になったうえに衛生面でも危険とされたため着用不可能となり、焼却処分された。さらに、土中に埋められていた死体が空気に触れたことでふたたび腐り始めた。衛生局の分析で命に関わる危険な物質が大量に発見され、さらには毒性の強い細菌が検出された。このため郡は現場の捜査員たちに作業用に使い捨てのジャンプスーツを支給し、傷の自己申告を徹底させ、傷を申告した捜査官を現場から外し、全員に髭を剃ることを禁止した。警察署の死体保管所はガス室と化した。
この死体の捜索と分析は強烈な悪臭と病気の感染との戦いとなり、命を落としかねない危険を伴った。

## 多重人格

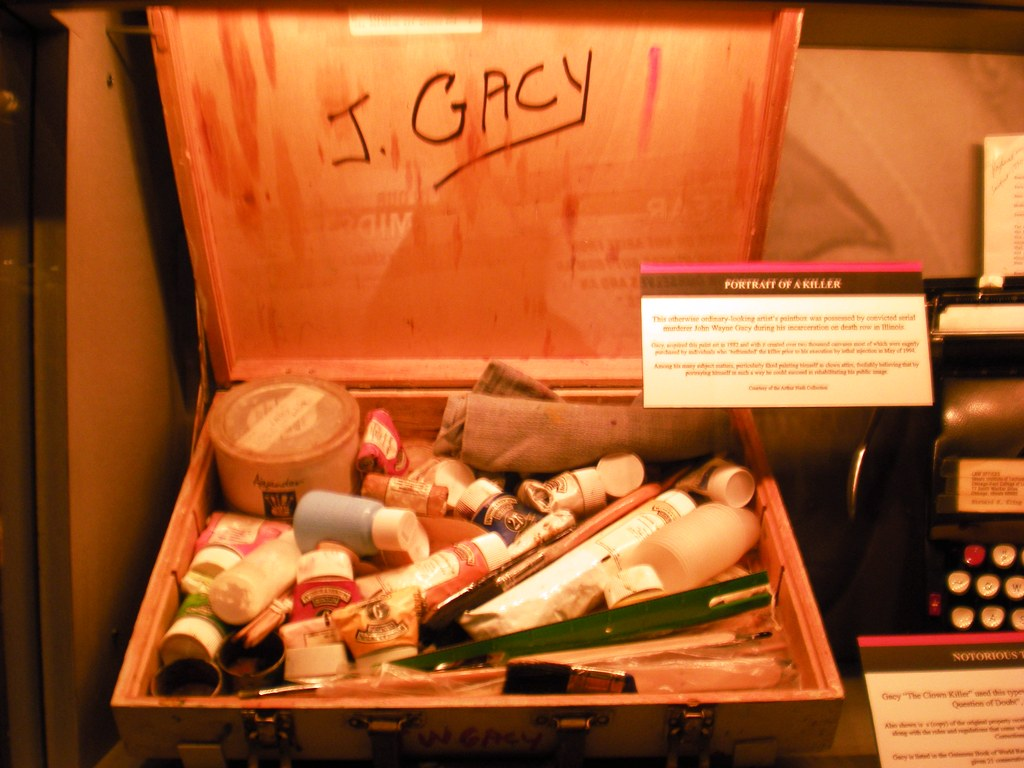
ゲイシーが使っていた絵の具セット

ゲイシーは精神鑑定のため、シカゴのセルマック精神病院の犯罪精神科病棟に移送された。そして「私の中には4人のジャックがいます。全員のことを詳しくは知りません。家であったことはすべて4人目のジャック＂ジャック・ハンリー”が行ったことなのです」と証言した。
ゲイシーによれば彼の中の4人のジャックがゲイシーの肉体をコントロールし、そのあいだの記憶はまったくないのだという。1人目のジャックは、酒と麻薬をやってから少年を漁りに出かけ、少年を車に連れ込んでセックスをする。そうした中で2人目のジャックが現れ、行為が終わると裸のまま車外に放り出し、そのまま逃亡しては楽しむという。俺は殺人課のベテラン刑事であるとゲイシーに語っていたという。2人目のジャックが引っ掛けた少年を、自宅まで無事に届けるのが3人目のジャックで、心優しい警察官であるという。そして、3番目のジャックが少年を諭しているときに突然現れて、手の届かないところへ少年を連れ去っていくのが4人目のジャックである、という。
ゲイシーの証言を得たのは1978年9月27日。コロンバス・シティズン・ジャーナルが、ビリー・ミリガンの事件について、ミリガンが10の人格を備えていることを一面トップの記事にした3か月後のことであった。
ゲイシーは、多重人格症として診断されることに全力を尽くした。1980年2月6日から始まった公判で、ゲイシーは自分が多重人格であることを主張し続け、無罪を訴えた。しかし陪審は訴えを退け有罪評決を下した。33人の若い男性を殺害した理由に多重人格を持ち出しても「詐病」であるとされた。1980年に12回の死刑判決と21回の終身刑判決を受けたが、数百万ドルに及ぶ莫大な資産を利用して、20回以上の上訴と模範的な服役生活により刑を免れ続けてきた。また自分を妬む人や警察の陰謀であるとして冤罪を主張し、死刑制度の違憲性を訴えて上告を繰り返した。これにアメリカ国内で非難が集中し、いち早い死刑執行を願う人たちがデモ活動を行ったこともある。
ゲイシーを心理学的に鑑定した臨床医は「彼のIQはかなり高く、神経学テストをはじめとする7種類のテストでも、脳障害の兆候は見られなかったと診断した。一方でロールシャッハテストや主題統覚検査では異常を感じさせる反応を示し、心理面の安定をみるミネソタ多面人格目録（MMPI）でゲイシーが極めて異常であり、思考の混乱から精神分裂かもしくは妄想症の可能性が強い」とされた。
この検査結果では、ゲイシーは「自分を有利にしようと動いているわけではない」ということが認定された。元スタンフォード大学行動科学課長および研究センター会長ローレンス・フリードマンは、ゲイシーを極めて凶暴で歪んだ性欲に巻き込む人格相として存在しているとした。ゲイシーのトラウマをアルコールに耽っていた父親と現在までに及ぶ本人自身の発作によるものと指摘、幼いころから彼を責め苛み続けた心身症と神経症が、彼の犯罪性を作り上げる土壌となったと証言した。一方「このような症例を罰するか罰しないかの判断は、法と社会の境界上の問題であり、心理学の立場からは言及できません」とも話した。

## 処刑
そんな中、ゲイシー他多数の犯罪者に興味を持ち手紙を送ってきた、ジェイソン・モスという当時18歳の少年と文通を始める。ゲイシーはのちに彼の電話番号を突き止め、電話でのやりとりを行うようになった。その後、少年に「人殺しをした本当の理由を教えてあげる」と刑務所に招待し面会することになった。しかし情欲を抑えきれなくなったゲイシーは、彼を34人目の被害者にしようと企む。模範囚としての信用を利用して、仕切りなどがない面会室において看守抜きでの面会を取りつけ、少年と2人きりでの面会が叶い、彼を監視カメラの死角に誘い出して犯行に及ぶも、間一髪で看守が通りかかったことで未遂に終わった。この犯行が決定的となり、再審請求は取り下げられた。
1994年5月10日深夜、薬物注射による死刑がジョリエット刑務所にて執行された。彼が希望した最後の食事は、ケンタッキーフライドチキン、フライドポテト、エビフライ、イチゴ、ダイエットコークなど、若き日の成功を象徴するものばかりであった。通常、薬物注射による死刑は平均で7分前後で静かに絶命すると言われているが、何らかの手違いか薬効にムラが生じゲイシーは20分近く苦しんで絶命したという。この件についてコメントを求められた担当検事のウィリアム・カンクルは「被害者が受けた苦痛に比べれば、ゲイシーの苦痛など大したことはないね」と述べた。

## その後
2011年から、身元のわかっていない被害者の再調査が始められている。
最後に殺害されそうになったジェイソン・モスは、これ以前にも服役中の凶悪殺人犯と手紙のやり取りを行い、相手の深層心理を研究することを趣味としていたという。ゲイシー以外にもチャールズ・マンソンやジェフリー・ダーマーとも文通を行っていたが、ゲイシーに襲われて以降、この趣味は鳴りを潜めたようである。これら一連の連続殺人犯たちとの文通や面会については、彼の著書『「連続殺人犯」の心理分析』（講談社、2002年）に詳しい。
モスは、わずか10歳で大統領顕彰の成績優秀学生賞を受賞したアメリカ有数の成績優秀者であり、その後ネバダ大学ラスベガス校を首席で卒業してから2002年にミシガン大学ロースクールを卒業し、犯罪被害者の弁護士となったが、2006年6月6日にネヴァダ州ヘンダーソンの自宅で自殺を遂げた。

## 関連作品
- 『IT』 - 1986年にスティーヴン・キングが発表した小説で、1990年にテレビ化、2017年に映画化されている。登場するピエロの殺人鬼ペニーワイズはトロールが出てくるおとぎ話「三びきのやぎのがらがらどん」をヒントに作られたが、ゲイシー事件の影響も指摘されている[6][7]。
- 『Tensongs』- ドイツのバンドHubert Kahによる1986年のアルバム。1曲目Pogo the Clownがこの事件を題材としている。
- 『ジョン・ゲイシー』Gacy（2003年）
- Dear Mr. Gacy（2010年）
- 『パラノーマル・エンティティ2』8213: Gacy House（2010年）
- 『ブラック・フォン』The Black Phone（2022年） - ジョン・ゲイシー事件を参考にしたことがコメンタリーで語られている。